# Ronnie Hazlehurst
Ronald Hazlehurst (13 de març de 1928 - 1 d'octubre de 2007) va ser un compositor i director d'orquestra anglès que, havent-se unint a la BBC el 1961, es va convertir en el seu director musical d'entreteniments.
Hazlehurst va compondre les cançons temàtiques per a nombroses sitcomics i concursos britànics de la dècada de 1970 i 1980, incloent The Fall and Rise of Reginald Perrin, N'hi ha que neixen estrellats, Sí, ministre, Are You Being Served?, I Didn't Know You Cared i Last of the Summer Wine.

## Primers anys de vida
Ronald Hazlehurst va néixer a Dukinfield, Cheshire, el 1928, de pare de treballador ferroviari i mare professora de piano. Després d'haver assistit a la Hyde County Grammar School, ho va deixar als 14 anys i es va convertir en secretari en una fàbrica de cotó per 1 £ a la setmana. De 1947 a 1949 va exercir el seu servei nacional als 4t/ 7è Royal Dragoon Guards.
Durant el seu temps lliure, tocava en una banda, i aviat es va convertir en un músic professional guanyant 4 £ a la setmana. La banda va aparèixer al Light Programme de la BBC, però Hazlehurst va marxar quan li van rebutjar un augment de sou. Traslladant-se a Manchester, es va convertir en músic autònom fins que li van oferir un lloc en una altra banda en una discoteca de Londres. Ronnie Hazlehurst va treballar a Granada Productions durant aproximadament un any el 1955 i, després de marxar d'allà, va treballar en una parada del mercat de Watford per acabar-se de trobar.

## Carrera a la BBC
Hazlehurst es va incorporar a la BBC el 1961 i es va convertir en un organitzador de personal. Els seus primers treballs van incloure la música incidental per a The Likely Lads, The Liver Birds i It's a Knockout. El 1968 es va convertir en el director musical de Entertainment Light i, durant el seu mandat, va compondre els temes de moltes sitcoms, incloent-hi Are You Being Served? ; N'hi ha que neixen estrellats; Last of the Summer Wine (on també va escriure tota la música instrumental per a l'espectacle); I Didn't Know You Cared; The Fall and Rise of Reginald Perrin ; To the Manor Born; Sí, ministre ; Sí, primer ministre; i Three Up, Two Down. També va arreglar els temes per a Butterflies, Sorry! i la primera sèrie de Only Fools and Horses. A més, va escriure les cançons temàtiques per a l'espectacle d'esbossos The Two Ronnies, els concursos Blankety Blank, Odd One Out i The Generation Game de Bruce Forsyth i el programa informal d'entrevistes Wogan. Les seves cançons temàtiques sovint incloïen elements dissenyats per adaptar-se als programes, com ara so d'una caixa registradora a Are You Served?, pujades i baixades a The Fall and Rise of Reginald Perrin i les campanes del Big Ben per al Sí, ministre. Per a N'hi ha que neixen estrellat, Hazlehurst va utilitzar el codi Morse per definir la música del programa. Durant la seva carrera a la BBC, va compondre la música per a l'obertura de la cobertura de la BBC dels Jocs Olímpics de 1976. Va deixar la BBC als anys noranta.

## Altres treballs
Hazlehurst també va participar en el Festival de la Cançó d'Eurovisió i va ser el director musical quan l'esdeveniment va ser acollit pel Regne Unit els anys 1974, 1977 i 1982. També va realitzar les presentacions 'entrada britànica en set ocasions, els anys 1977, 1982, 1987, 1988, 1989, 1991 i 1992. El 1977, a més de realitzar l'entrada britànica, també va realitzar l'entrada alemanya. Per conduir l'entrada britànica aquell any, de Lynsey de Paul i Mike Moran, va utilitzar un paraigua tancat en lloc d'un bastó i portava un barret de bolera.
També va arranjar i dirigir les actuacions de dos cantants de la seva veu per a obrir crèdits, Clare Torry per a Butterflies ("Love Is like a Butterfly ") i Paul Nicholas per a Just Good Friends.
També va gravar alguns LP i CD amb la seva orquestra, incloent-hi un conjunt de dos CD amb música de pel·lícules Laurel i Hardy; la seva orquestra també va donar suport al cantant Marti Caine en un àlbum que es va publicar en CD.

## Darrers anys
Hazlehurst es va traslladar de Hendon, al nord de Londres, a Guernsey cap al 1997. El 1999, va ser guardonat amb una insígnia d'or de l'Acadèmia Britànica de Compositors i escriptors de cançons.
La música era la vida i la passió de Hazlehurst, així com el seu treball, i continuà treballant fins que es va sotmetre a una derivació d'artèria coronària a l'octubre de 2006. El 27 de setembre de 2007 va patir un ictus i, sense recuperar la consciència, va morir l'1 d'octubre a l'Hospital Princess Elizabeth de St Martin, Guernesey. Després d'haver-se casat dues vegades, amb dos fills del seu segon matrimoni, en el moment de la seva mort, la seva parella era Jean Fitzgerald.